# رهبری: شش مطالعه در استراتژی جهانی
رهبری: شش مطالعه در استراتژی جهانی یک کتاب زبان انگلیسی در مورد روابط بین‌الملل اثر هنری کیسینجر است که توسط پنگوئن بوکس در ۲۸ آوریل ۲۰۲۲ (۸ اوردیبهشت ۱۴۰۱) منتشر شده است. این کتاب دیدگاه‌های کیسینجر در مورد رهبری مؤثر را منعکس می‌کند، رساله‌ای دربارهٔ حکومت‌داری و رهبران سیاسی از طریق شش فرد نمونه از قرن بیستم (۱۹۰۰–۱۹۹۹ / ۱۲۷۸–۱۳۷۸)، از جمله کنراد آدناور، شارل دوگل، مارگارت تاچر، لی کوان یو، انور سادات و ریچارد نیکسون ارائه می‌کند.
پس از انتشار، این کتاب نقدهای متفاوتی دریافت کرد.

## نمای کلی
کتاب با مقدمه آغاز می‌شود که مقاله‌ای کوتاه در مورد رهبری و دولتمردی / سیاست عمومی است. کیسینجر شجاعت و قدرت شخصیت را از مهم‌ترین ویژگی‌های رهبران سیاسی می‌داند. پس از آن، فصل‌های بعدی رهبران سیاسی را که هنری کیسینجر به عنوان رهبران مهم طبقه‌بندی می‌کند، ارائه می‌کند. همه آنها در نیمه دوم قرن بیستم حکومت کردند و شخصاً با نویسنده آشنا بودند و حتی در مواردی با او دوست بودند.

### کنراد آدناور: استراتژی فروتنی
کنراد آدناور در آلمان بعد از جنگ در سنی نسبتاً پیر به قدرت رسید. او اهل راینلند کاتولیک بود و یک سیاستمدار با تجربه بود که در زمان جمهوری وایمار شهردار شهر کلن بود. او توانست نظم سیاسی جدید را با موفقیت به مردم منتقل کند و در نتیجه سهمی‌تعیین‌کننده در بازپس‌گیری حاکمیت آلمان غربی داشت. آدناور از ادغام آلمان غربی در غرب به دلیل اتحاد مجدد احتمالی آلمان، حتی در مواجهه با مخالفت‌های سیاسی داخلی، حمایت می‌کرد. او بدین ترتیب اساس معجزه اقتصادی و دموکراسی پایدار را در کشور ایجاد کرد. کیسینجر او را به عنوان فردی که در شرایط سخت، سنت سیاسی جدیدی را در آلمان پایه‌گذاری کرد، تحسین می‌کند.

### شارل دوگل: استراتژی اراده
نویسنده شارل دوگل را شخصیتی سیاسی با اراده قوی و مأموریت تاریخی بی قید و شرط برای آغاز نوسازی سیاسی و اجتماعی فرانسه ارزیابی می‌کند. پس از شکست فرانسه در برابر آلمان نازی در سال ۱۹۴۰، او ارتش خود را در تبعید ایجاد کرد و رهبر فرانسه آزاد شد. با این کار، او خواستار صحبت برابر با متفقین شد، حتی اگر سرزمینش اشغال شده بود. در پایان جنگ جهانی دوم، او به بالاترین مقام ایالت رسید، اما زمانی که دولت تازه تأسیس با ایده‌های او موافق نبود، استعفا داد. پس از یک بحران دولتی در طول جنگ الجزایر، دوگل بازگشت و جمهوری پنجم را در سال ۱۹۵۸تأسیس کرد. او موفق شد به جنگ الجزایر پایان دهد و به عنوان شخصیتی شکل دهنده، فرانسه را به عنوان یک قدرت سیاسی مستقل دوباره تأسیس کرد.

### ریچارد نیکسون: استراتژی تعادل
ریچارد نیکسون در سال ۱۹۶۹، ۳۷ رئیس‌جمهور ایالات متحده شد و کیسینجر که یک دانشگاهی بود را مشاور امنیت ملی خود کرد. به گفته نویسنده، نیکسون دیدگاه‌های اولیه انزواطلبانه خود را در زندگی خود به مفهوم موازنه قدرت تغییر داد؛ بنابراین، او در سال ۱۹۷۲ از جمهوری خلق چین بازدید کرد و دیپلماسی پینگ پنگ را برای ایجاد تعادل در برابر اتحاد جماهیر شوروی آغاز کرد. ادغام چین در نظام بین‌الملل توسط نویسنده به عنوان یک دستاورد تاریخی بزرگ و نقطه عطف مهم جنگ سرد ارزیابی می‌شود. نیکسون همچنین خروج نیروهای آمریکایی از ویتنام را آغاز کرد، مذاکرات صلح را در خاورمیانه انجام داد، و به نظر نویسنده، توانست از یک بحران بین‌المللی در جنگ بنگلادش جلوگیری کند. نیکسون در سال ۱۹۷۴ به عنوان بخشی از رسوایی واترگیت، که کیسینجر آن را «تراژدی» می‌نامد، مجبور به استعفا شد.

### انور سادات: راهبرد تعالی
پس از مرگ جمال عبدالناصر محبوب، انور سادات از معتمدان نزدیک او در سال ۱۹۷۰ رئیس‌جمهور مصر شد. از سادات که بسیار دست کم گرفته می‌شد، در ابتدا انتظار نمی‌رفت که در این سمت جایگاه خود را حفظ کند. اما به لطف مانورهای سیاسی هوشمندانه، او موفق شد موقعیت خود را تثبیت کند. سادات به عنوان رئیس‌جمهور، آزادسازی اقتصادی و تغییر سیاست خارجی از اتحاد جماهیر شوروی را آغاز کرد. او با حمله غافلگیرانه به شبه جزیره سینا که توسط اسرائیل اشغال شده بود، توانست موقعیت خود را در مذاکرات صلح با اسرائیل تقویت کند. در سال ۱۹۷۹، او معاهده صلح اسرائیل و مصر را منعقد کرد که در آن مصر در ازای به رسمیت شناختن دیپلماتیک اسرائیل، کنترل سینا را به دست آورد. با این حال، این توافق باعث انزوای سادات در جهان عرب شد و زمانی که توسط اسلامگرایان در حمله ای در سال ۱۹۸۱ ترور شد، به قیمت جان او تمام شد.

### لی کوان یو: استراتژی تعالی
لی کوان یو در یک خانواده چینی در مستعمره بریتانیا در سنگاپور متولد شد. او به عنوان یک دانش آموز بسیار با استعداد و سخت کوش شناخته می‌شود که در جوانی مجبور شد اشغال سنگاپور وحشیانه ژاپنی‌ها را در طول جنگ جهانی دوم تجربه کند. پس از پایان جنگ، او در دانشگاه کمبریج تحصیل کرد و به وطن خود بازگشت و در آنجا سیاستمدار شد. پس از اخراج سنگاپور از مالزی در سال ۱۹۶۵، لی رئیس دولت مستقل کنونی سنگاپور شد که در آن زمان در وضعیت اقتصادی و امنیتی ناپایداری قرار داشت. تحت چندین دهه حکومت استبدادی لی، دولت شهر با موفقیت صنعتی شد و به یک الگوی اقتصادی و سیاسی در سراسر آسیا تبدیل شد. پس از استعفای خود در سال ۱۹۹۰، او به عنوان یک دولتمرد بزرگ بین‌المللی شناخته شد.

### مارگارت تاچر: استراتژی محکومیت
زمانی که مارگارت تاچر در سال ۱۹۷۹ اولین زن نخست‌وزیر بریتانیا شد، این کشور در شرایط بسیار دشواری قرار داشت. این کشور از تورم بالا، آزادسازی اقتصادی و کاهش قدرت سیاست خارجی خود رنج می‌برد. تاچر برنامه آزادسازی اقتصادی خود را در برابر مخالفان شدید پیش برد. در نتیجه، تاچر سرانجام توانست اقتصاد را احیا کند و شروع به ظهور این کشور برای تبدیل شدن به یک مرکز مالی مهم جهانی کند. به لطف رابطه شخصی خوبش با رئیس‌جمهور ایالات متحده، رونالد ریگان، او توانست روابط ویژه با ایالات متحده را احیا کند و با گسترش کمونیسم در طول جنگ سرد مقابله کند. کیسینجر تاچر را یک سیاستمدار مصمم و مدافع سرسخت ارزش‌های لیبرال ارزیابی می‌کند. در ارزیابی نویسنده، پیروزی سریع کشورش در جنگ فالکلند این کشور را قادر ساخت تا اعتبار خود را در صحنه بین‌المللی بازیابد و پس از پایان امپراتوری بریتانیا جایگاه جدیدی در نظم بین‌المللی پیدا کند.

### نتیجه‌گیری: سیر تحول رهبری
ویسنده در نتیجه‌گیری نهایی، جامعه مدرن را شایسته سالاری توصیف می‌کند که جایگزین عصر اشرافی قدیم شده است؛ بنابراین، هر شش شخصیت توصیف شده از طبقه بالای کلاسیک جوامع خود نیامده اند. در عوض، آنها باید اخلاق طبقات متوسط جدید را داشته باشند. او احساس واقعیت، بینش خود، جسارت، آرامش درونی و توانایی عمل بر خلاف اجماع موجود را به عنوان ویژگی‌های مشترک توصیف می‌کند. او همچنین از آموزش جامع انسانی و مدنی و تربیت دینی (به جز لی کوان یو) به عنوان ویژگی‌های مشترک یاد می‌کند. به گفته نویسنده، همه شخصیت‌ها جامعه خود را نیز تقسیم کرده بودند.
به دلیل افول ایده‌آل آموزشی انسان‌گرایانه در دانشگاه‌ها، کیسینجر تحصیل کارمندان دولت خوب را در خطر می‌بیند. آموزش به‌طور فزاینده‌ای کمی‌خواهد بود و عمدتاً تکنوکرات‌ها و فعالان متخصص را تولید می‌کند و تهدیدی برای از دست دادن دیدگاه‌های تاریخی و فلسفی گسترده خواهد بود. نخبگان و مردم نیز به‌طور فزاینده ای به یکدیگر با سوء ظن و بیزاری متقابل نگاه می‌کنند و فرهنگ مدنی مشترک را از بین می‌برند.
کیسینجر تبدیل از یک فرهنگ مکتوب به یک فرهنگ تصویری را از طریق رسانه‌های مدرن و اینترنت که بر آگاهی جمعی تأثیر می‌گذارد، می‌بیند. به عقیده نگارنده، کوتاه‌سازی و احساسی‌سازی در عصر اینترنت به‌طور فزاینده‌ای بررسی عمیق و جامع حقایق را به خطر می‌اندازد. سیاست به‌طور فزاینده ای از طریق تصاویر احساسی ساخته می‌شود که در آن عناصر تحلیلی می‌توانند از بین بروند. فشار زیادی برای انطباق توسط رسانه‌ها ایجاد می‌شود که سیاستمداران به سختی می‌توانند از آن فرار کنند. در عین حال، افزایش تنش‌های ژئوپلیتیکی و اشکال جدید جنگ (مانند جنگ سایبری یا هوش مصنوعی) دامنه خطا را برای رهبران سیاسی کاهش می‌دهد.

## پذیرایی‌ها
اکونومیست این کتاب را «جزئی اما روشنگر» توصیف کرد و از کیسینجر به خاطر حذف قسمت‌های ناخوشایند نیکسون مانند واترگیت یا بمباران کامبوج انتقاد کرد. گاردین متمایل به چپ از کیسینجر به دلیل حذف «مرگ و ویرانی» ناشی از دولتمردان مورد تحسین کیسینجر انتقاد کرد. پرتره ای که نیکسون کشیده است دلسوزانه و در عین حال ناقص است. نقش آفرینی چارلز دوگل و مارگارت تاچر یک طرفه و متأثر از جهان بینی خود کیسینجر تفسیر می‌شود. از سوی دیگر، وال استریت ژورنال متمایل به راست به یک نتیجه مثبت رسید. این اثر یک «کتاب خارق‌العاده» است که «مجموعه‌ای جالب از مطالعات موردی تاریخی و زندگی‌نامه‌های سیاسی» را نشان می‌دهد و در ردیف آثار کلاسیک این ژانر مانند معاصران بزرگ اثر وینستون چرچیل یا ظهور و سقوط قدرت‌های بزرگ اثر پل کندی قرار می‌گیرد. ناشران ویکلی تحلیل خط مشی را شفاف توصیف کرد و بیان کرد که این کتاب - «مطالعه حیاتی قدرت در عمل» بود، اما انتقاد کرد که «[بسیاری] خوانندگان با آن تفسیر و دیگران مخالف خواهند بود».

### نسخه‌ها
- ۲۰۲۲. رهبری: شش مطالعه در استراتژی جهانی. کتاب پنگوئن با مسئولیت محدودشابک ‎۹۷۸–۰۲۴۱۵۴۲۰۰۲.